# منصور بن جماز
الشريف منصور بن جماز بن شيحة، أحد أمراء إمارة آل مهنا، تولى إمارة المدينة المنورة في عام 700 هـ، واستمر في إمارتها حتى مقتله سنة 725 هـ.

## نسبه
هو منصور بن جماز بن شيحة بن هاشم بن  قاسم بن مهنا بن حسين بن مهنا بن داود بن القاسم بن عبيد الله بن طاهر بن يحيى بن الحسين بن جعفر بن عبيد الله ابن الحسين بن زين العابدين ابن الحسين بن علي بن أبي طالب الحسيني الهاشمي.

## سيرته
أبوه جماز بن شيحة كان أميراً للمدينة حتى عام 700 هـ، عندما تنازل فيه عن الإمارة لولده منصور بسبب ضعفه وكبر سنه.

## وفاته
في الرابع والعشرين من رمضان سنة 725 هـ، سبتمبر 1325م، قتل الشريف منصور بن جماز الحسيني أمير المدينة المنورة.

## وصلات خارجية
مركز بحوث ودرسات المدينة المنورة
تاريخ الحكام والسلالات الحاكمة 